# Nazuo
Nazuo (kinesiska: 那佐苗族乡, 那佐) är en socken i Kina. Den ligger i den autonoma regionen Guangxi, i den södra delen av landet, omkring 340 kilometer nordväst om regionhuvudstaden Nanning. Antalet invånare är 21064. Befolkningen består av 10 252 kvinnor och 10 812 män. Barn under 15 år utgör 27,0 %, vuxna 15-64 år 64 %, och äldre över 65 år 8,0 %.
Genomsnittlig årsnederbörd är 1 381 millimeter. Den regnigaste månaden är juni, med i genomsnitt 295 mm nederbörd, och den torraste är februari, med 13 mm nederbörd.